# Platytrigona hobbyi
Platytrigona hobbyi är en biart som först beskrevs av Schwarz 1937.  Platytrigona hobbyi ingår i släktet Platytrigona och familjen långtungebin. Inga underarter finns listade i Catalogue of Life.